# Store Måsholmen
Store Måsholmen est une île dans le landskap Sunnhordland du comté de Vestland. Elle appartient administrativement à Øygarden.

## Géographie
Rocheuse et couverte d'arbres, elle s'étend sur environ 179 m de longueur pour une largeur approximative de 67 m. 